# Niko Datković
Niko Datković (Rijeka, 21 de abril de 1993) es un futbolista croata que juega como defensa en el F. K. Borac Banja Luka de la Liga Premier de Bosnia y Herzegovina.

## Trayectoria
Datković se convirtió en un titular habitual en la defensa del H. N. K. Rijeka durante su primera temporada como profesional en la temporada 2011-12, al debutar el 26 de agosto de 2011 en una victoria de su equipo por 1-0 frente al H. N. K. Šibenik. En 2 temporadas y media con el Rijeka, jugó un total de 38 partidos y anotó 2 goles.
A comienzos del 2014, Niko sale cedido al Spezia Calcio de la Serie B italiana donde jugó la segunda vuelta de la temporada 2013-14 y la 2014-15 entera. La siguiente temporada volvería a salir cedido, en esta ocasión al F. C. Lugano de la Superliga de Suiza.
Al finalizar su cesión, abandonó el HNK Rijeka y vuelve al Spezia en propiedad para disputar la temporada 2016-17 de la Serie B. Sin embargo y ante la falta de minutos, el 3 de septiembre de 2017 se oficializó su cesión al Universitatea Craiova para disputar la temporada 2017-18 de la Liga I rumana.
Al volver de su cesión abandonó definitivamente el Spezia y el 5 de febrero de 2018 se oficializó su incorporación al KS Cracovia polaco. Tras tres temporadas en el club, el 5 de agosto de 2020 firmó con el Kisvárda FC húngaro. Tras un breve paso por Hungría, el 2 de febrero de 2021 se marchó al Admira Wacker de la Bundesliga de Austria.
El 29 de enero de 2022 se oficializó su fichaje por el C. D. Mirandés de la Segunda División de España para jugar la segunda vuelta de la competición.

## Estadísticas

### Clubes
Actualizado al último partido disputado el 27 de mayo de 2022.
| Club                            | Div.           | Temporada      | Liga  | Liga  | Copas nacionales | Copas nacionales | Copas internacionales | Copas internacionales | Total | Total |
| Club                            | Div.           | Temporada      | Part. | Goles | Part.            | Goles            | Part.                 | Goles                 | Part. | Goles |
| ------------------------------- | -------------- | -------------- | ----- | ----- | ---------------- | ---------------- | --------------------- | --------------------- | ----- | ----- |
| H. N. K. Rijeka · Croacia       | 1.ª            | 2011-12        | 16    | 0     | 1                | 0                | -                     | -                     | 17    | 0     |
| H. N. K. Rijeka · Croacia       | 1.ª            | 2012-13        | 17    | 2     | 1                | 0                | -                     | -                     | 18    | 2     |
| H. N. K. Rijeka · Croacia       | 1.ª            | 2013-14        | 5     | 0     | 1                | 0                | 2                     | 0                     | 8     | 0     |
| H. N. K. Rijeka · Croacia       | Total Rijeka   | Total Rijeka   | 38    | 2     | 3                | 0                | 2                     | 0                     | 43    | 2     |
| Spezia Calcio · Italia          | 2.ª            | 2013-14        | 6     | 1     | -                | -                | -                     | -                     | 6     | 1     |
| Spezia Calcio · Italia          | 2.ª            | 2014-15        | 25    | 3     | 2                | 0                | -                     | -                     | 27    | 3     |
| F. C. Lugano · Suiza            | 1.ª            | 2015-16        | 27    | 2     | 2                | 0                | -                     | -                     | 29    | 2     |
| Spezia Calcio · Italia          | 2.ª            | 2016-17        | 10    | 0     | -                | -                | -                     | -                     | 10    | 0     |
| Spezia Calcio · Italia          | 2.ª            | 2017-18        | 0     | 0     | -                | -                | -                     | -                     | 0     | 0     |
| Universitatea Craiova · Rumania | 1.ª            | 2017-18        | 9     | 0     | 1                | 0                | -                     | -                     | 10    | 0     |
| Universitatea Craiova · Rumania | Total Spezia   | Total Spezia   | 41    | 4     | 2                | 0                | 0                     | 0                     | 43    | 4     |
| KS Cracovia · Polonia           | 1.ª            | 2017-18        | 6     | 0     | 1                | 0                | -                     | -                     | 7     | 0     |
| KS Cracovia · Polonia           | 1.ª            | 2018-19        | 22    | 1     | 0                | 0                | -                     | -                     | 22    | 1     |
| KS Cracovia · Polonia           | 1.ª            | 2019-20        | 4     | 0     | 0                | 0                | 1                     | 0                     | 5     | 0     |
| KS Cracovia · Polonia           | Total Cracovia | Total Cracovia | 32    | 1     | 2                | 0                | 1                     | 0                     | 35    | 1     |
| Kisvárda F. C. · Hungría        | 1.ª            | 2020-21        | 7     | 1     | 1                | 0                | -                     | -                     | 8     | 1     |
| Admira Wacker · Austria         | 1.ª            | 2020-21        | 14    | 1     | 0                | 0                | -                     | -                     | 14    | 1     |
| Admira Wacker · Austria         | 1.ª            | 2021-22        | 9     | 0     | 1                | 0                | -                     | -                     | 10    | 0     |
| C. D. Mirandés · España         | 2.ª            | 2021-22        | 3     | 0     | -                | -                | -                     | -                     | 3     | 0     |
| Total carrera                   | Total carrera  | Total carrera  | 180   | 11    | 10               | 0                | 3                     | 0                     | 193   | 11    |